# Нилс Риберг Финсен
Нилс Риберг Финсен (ферј. Niels Ryberg Finsen; 15 децембар 1860 — 24. септембар 1904) био је фарски лекар и научник исландског порекла. Добитник је Нобелове награде за физиологију и медицину 1903. као признање за његове доприносе у лечењу болести, поготово за светлосну терапију, чиме је отворио нови пут за медицину.

## Биографија
Нилс Риберг Финсен рођен је у Торсхавну, на фарским острвима као други од четворо деце. Његов отац је био Ханес Финсен који је припадао исландској породици са традицијама које потичу из 10. века, а мајка му је била Јохана Фроман из Фалстера, Данска.
Преселили су се у Торсхавн из Исланда 1858. године када је његов отац добио премештај. Када је Нилс имао четири године, умрла му је мајка, а отац се оженио њеном рођаком, са којом је имао шесторо деце. Године 1871. његов отац је постао префект од фарских острва и члан фарског парламента дванаест година. Старији брат Олаф је на сличан начин постао члан парламента на пет година, као и први градоначелник главног града, Торсхавна.
Финсен је рано образовање стекао у Торсхавну, али је 1874. године послан у дански интернат приватне школе, где је и старији брат Олаф, такође, био ученик. За разлику од њега, Нилс је имао тежак боравак у интернату, што је потврдила и директорка која га је описала као „дечка доброг срца, али са ниским вештинама и енергијом". Због његових лоших оцена и потешкоћа са данским језиком, послан је на Исланд 1876. године да се упише у стару школу, у Рејкјавику. Када је дипломирао имао је 21 годину.

### Студије медицине
Године 1882. Финсен се преселио у Копенхаген да би студирао медицину на Универзитету у Копенхагену, где је и дипломирао 1890. Пошто је студирао на Исланду пре него што се преселио у Копенхаген на студије, био је у најпрестижнијем дому у Данској.
Након дипломирања, постао је просектор анатомије на Универзитету. После три године, напустио је ово место како би се у потпуности посвети својим научним студијама. Године 1898. Финсен је постао професор.
Нилс је боловао од Ниман-Пикове болести, која га је мотивисала да истражује ефекте светлости на жива бића. Најпознатији је по својој теорији светлосне терапије у којој одређене таласне дужине светлости могу имати корисне медицинске ефекте. Његови радови су убрзо преведени и објављени на немачком и француском језику. У свом каснијем раду истраживао је ефекте кухињске соли, посматрајући резултате исхране са мало натријума.
Финсен је 1903. добио Нобелову награду за физиологију за свој рад на фототерапији. Био је први Скандинав који је освоји награду и једини фарски Нобеловац до сада.

### Лични живот
Оженио се 29. децембра 1892. године.
Здравље је почело да му слаби средином 1880-их. Имао је симптоме срчаних проблема, патио је од асцита и опште слабости. Болест је онеспособила његово тело, али не и његов ум, наставио је да ради из својих инвалидских колица. Умро је у Копенхагену 24. септембра 1904. Подаци о његовој сахрани могу се наћи у Националној медицинској библиотеци.

## Летопис
Финсенова лабораторија у универзитетској болници у Копенхагену је именована у његову част. Финсенова електрана у Фредериксбергу је такође названа по њему, у његову част.
Његов велики споменик постављен је у Копенхагену 1909. године. Представља главну научну теорију Финсена да сунчево светло може да има лековита својства.
У Торсхавну једна од главних улица носи његово име, као и стара градска школа у центру која је обновљена у студентски дом.